# Paskvin
Paskvin oziroma Pasquino (italijansko Pasquino; [paˈski.no]; latinsko Pasquinus, Pasquillus) je ime, ki so ga uporabljali Rimljani od konca srednjega veka dalje za opis obrabljenega kipa v helenističnem slogu, morda iz 3. stoletja pred Kristusovim rojstvom - in je najbolj znan Rimski govoreči kip; izkopan je bil v okrožju Pariona v Rimu v 15. stoletju. Stoji na istoimenem Paskvinovem trgu na severozahodnem vogalu Rimskega muzeja (Palazzo Braschi) blizu mesta, kjer je bil izkopan. Zob časa ga je tako zdelal, da si je kar težko predstavljati njegovo prvotno obliko.

## Opis
Kip je zelo znamenit, saj je znan kot prvi od Rimskih govorečih kipov zaradi navade domačinov, da pritrjujejo nepodpisane kritike na račun trenutnih razmer oziroma oblastnikov na njegovo podlago - kot v manjši meri tudi na nekatere druge. Tovrstna satirična slovstvena oblika je dobila ime »paskvinate« (»pasquinate«, »pasquinade«, »pasquili«).
Za razumevanje vsebine moramo pogledati v Homerjevo Ilijado, kjer je opisana desetletna vojna med Grki in Trojanci, ki se konča z zavzetjem strateško pomembnega mesta Troje. Junak Ahil kuha zamero in zato iz jeze noče več sodelovati v bojih. To omogoči Trojancem napredovanje na bojišču. Tudi ko Trojanci grozeče prevzamejo prevlado in celo nadlegujejo ahejske ladje, se Ahila ne da prepričati, da bi si predomislil. V trenutku skrajne stiske le dovoli Patroklu, da posreduje namesto njega. V Ahilovem oklepu se Patroklos vrže v boj na čelu Mirmidoncev. Uspelo mu je pregnati Trojance in ubiti mnoge od njih, vključno s Sarpedonom, kraljem Likijcev, in Kebrionom, Hektorjevim polbratom in voznikom bojnih vozov. Toda Apolon ga končno omami in delno razoroži, nakar ga Evforb zahrbtno prebode s sulico. Hektor ga končno ubije, vzame padlemu možu Ahilov sijoči oklep in ga zahteva kot plen. Z zaščitniško pomočjo Ajaksa Menelaj iztrga Patroklovo truplo iz rok njegovih sovražnikov in ga odnese z bojišča.
Skulptura pravzaprav predstavlja Menelaja, ki podpira najdeno Patroklovo telo, kar lahko bolje opazimo šele ob primerjavi s podobnimi, toda bolje ohranjenimi antičnimi umetninami; podobna obdelava ali sestava je namreč uporabljena tudi drugod, kot na primer pri Skulpturah iz Sperlonge. Večkrat se pojavi v klasičnem kiparstvu, kjer je zdaj znana kot Paskvinova skupina. Dejanski izvir kiparskega dela je v 18. stoletju raziskoval starinar (antikvarnar) Visconti, ki je zatrdil, da je to trup Menelaja, ki podpira umirajočega Patrokla. Bolj znana in ohranjena od dveh Medičejskih različic je sedaj v Loggi dei Lanzi v italijanskih Firencah. Paskvina so v zadnjem času označili kot helenistično skulpturo iz 3. stoletja pred Kr. r. in sicer kot rimsko kopijo.
Drugi poznavalci antičnih starin pa menijo, da gre za Ajanta z Ahilovim truplom.

### Zgodovina
Slava kipa sega v zgodnje 16. stoletje, ko je kardinal Carafa ogrnil marmornat trup kipa v togo in ga okrasil z latinskimi epigrami ob prazniku Svetega Marka - 25. aprila.
Kardinalova dejanja so privedla do običaja pisanja in obešanja listkov; v začetnih izdajah gre za klasične pesmice različne vsebine. Kmalu pa se je prikradlo vanje kritiziranja papeža ali njegove vlade s pisanjem satiričnih pesmi v latinščini ali rimščini — sčasoma tudi v italijanščini. Te pesnitve so poimenovanili po najbolj slavnem kipu Paskvinu - pasquinates, pasquinates - paskvinate, paskvinade (iz italijanskega pasquinate) — in jih še danes na skrivaj dodajajo Paskvinu. Tako je Pasquino postal prvi "Govoreči kip" Rima. Spregovoril je o čisto navadnih zadevah, pa tudi o nezadovoljstvu ljudi, obsojal krivico in napadal slabe strani in pomanjkljivosti cerkvenega vodstva ali drugih oblastnikov. 
Iz te navade izhajata prek latinščine tudi angleška izraza pasquinade in pasquil, ki se nanašata na anonimno parodijo v verzih ali prozi.
Pod papeževanjem Leona X. (1513-1521) in nato med konklavom, ko je bil izvoljen Hadrijan VI. (1522-23), je Paskvin približal ljudstvu politično satiro, pred katero so se morali skriti vsi drugi Rimski govoreči kipi, ki so sicer kar tekmovali v napadnju in celo obrekovanju papeža, rimske kurije in tudi navadnega ljudstva. V tistih letih so bivali v Rimu številni pesniki, veseljaki, pohlepneži in lovci na donosne cerkvene službe sinekure: med njimi je bil glavni Pietro Aretino.

### Izvor
Izvor in avtor kipa sta po nekaterih neznana, po drugih pa je avtorstvo vseeno možno zaznati, čeprav se skriva v megleni časovni oddaljenosti antike. Starost kipa predpostavljajo s primerjavo z drugimi podobnimi takratnimi skulpturami. Antonella Virgilio pa podrobneje razlaga, da je ta Paskvin rimski marmornati posnetek grškega dela v bronu, ki ga je izdelal kipar Antigon in je verjetno služil kot okras v Domicijanovem stadionu. Skulptura prikazuje Menelaja, ki podpira telo umirajočega Patrokla. Najverjetneje je bil kip del marmorne skupine, danes skoraj popolnoma uničene, ki je upodabljala Menelaja, kako po boju vleče smrtno ranjenega z bojišča.  Na dan je prišel po naključju leta 1501 med deli v palači kardinala Oliviera Carafa (1430-1511), ki  jo je dal postaviti na podstavek na vogalu svoje palače, kjer stoji vse do danes.
Izvor imena Paskvin ostaja prej kot slej nejasen, čeprav obstaja več verjetnih razlag. Sredi šestnajstega stoletja so namreč poročali, da ime Pasquino izvira od imena blizu stanujočega krojača, ki je bil znan po svoji duhovitosti, predrznosti in nadarjenosti;med ljudmi se je šušljalo, da se njegova zapuščina nadaljuje skozi kip v »čast in večni spomin na ubogega krojača«.
Nikakor pa ne bi smeli spregledati pravzaprav zelo preproste, vendar razumne razlage, ki povezuje ime Paskvina z vsakoletnim praznovanjem Velike noči (latinsko Pascha; italijansko Pasqua), ki je delno potekalo tudi na Paskvinovem trgu pred kipom. Ne le za praznik Kristusovega vstajenja, ampak tudi za praznik Evangelista Marka 25. aprila, je bila v navadi skozi mesto tkim. prošnja procesija, med katero so obiskali tudi Paskvina. Izbran umetniški krog okoli kardinala Carafa ga je spodbudil, da je ob tej priložnosti dovolil okrasiti starodavni kip. Zato so Paskvina vsako leto preoblikovali v različne like, večinoma iz antične mitologije, z uporabo mavca, tkanine in barv. Ob kardinalovem pogrebu 1511 je tako bil kip oblečen v žalujočega meniha.
O tem poje tudi takratna pesem v latinščini: 
| Pasquillo dat ora suo | Pasquillo gives his faces | Svojemu Paskvinu daje usta |
| --- | --- | --- |
| Quot Proteus variis vertit sua membra figuris, Pasquillo totidem Roma dat ora suo; Nam nunc Harpocrates, Cyllenius aut dea Florum, Et nunc Alcides, mox at Asellus erit. | As much Proteus variously shifts his outer shape, So Pasquillo gives his faces to Rome; For he will be now Harpocrates, Cyllenius, or goddess Flora, And now Alcides, but soon a Donkey. | Kolikorkrat Protej spreminja svoje ude v različne oblike, Tolikokrat daje Rim (drugačna) usta svojemu Paskvilu; Zdaj je namreč Harpokrat, Kilenij ali boginja Flora, In zdaj bo še Alkid, kmalu pa bo tudi Osel. |

### Duhovito starodavno izročilo
Kmalu so se na prizorišču pojavili še drugi kipi, ki so oblikovali nekakšno javno Razstavišče ali Akademijo, »Kongres duhovitežev« (Congresso degli Arguti), na čelu katerega je bil vedno Paskvin; njegovi odkriti tovariši pa so bili kipi, ki so jih Rimljani imenovali Marphurius, Abbot Luigi, Il Facchino, Madama Lucrezia in Il Babbuino. Mirno jim smemo prišteti še Usta resnice. 
Cartelli - prevedeno kot plakati, napisi, listi, table; verjetno enakovredni pamfletom - , na katerih so bili napisani epigrami, so se hitro razširjali in izdelovali so posnetke, katerih število se je množilo tako hitro, da jih ni bilo mogoče zatreti. Kopije v zasebnih dnevnikih so ohranile nekatere podobe in verze, ki so bili preveč nespodobni za objavljanje in tiskanje. Te pesmi je rimski tiskarnar Mazzocchi zbiral in vsako leto objavljal že od 1509 kot Carmina apposita Pasquino in so se tako dobro seznanjali z njimi po vsej Evropi.
26. aprila 1563 je novoimenovani rimski upravnik Pallantieri izdal odlok o »žuganju s srmtno kaznijo vsakomur, ki bi pisal ali sodeloval pri pisanju obrekljivih pamfletov, jih bral, objavljal ali jih hranil v svoji posesti«. Kot v posmeh je bila ta prepoved usodna za samega upravnika, ki je postal tako Paskvinova najslavnejša žrtev.
Izročilo parodičnih pesmi je med Rimljani bilo živo že oddavnaj. Take parodije v verzih lahko najdemo že v Domus Aurei iz prvega stoletja po Kristusu.

## Ime
Izvor imena je pravzaprav skrivnosten in zavit v starodavno legendo; obstaja celo več različic. 
Po mnenju nekaterih je bil Pasquino lik iz soseske, znan po svojih satiričnih verzih: morda brivec, kovač, krojač ali čevljar. Po Folengovih besedah je bil mojster Paskvin restavrator, ki je vodil svojo dejavnost na majhnem trgu. 
Nedavna podmena pa pravi, da je bilo to ime učitelja latinske slovnice iz bližnje šole, čigar učenci so opazili telesne podobnosti: prav oni so za zabavo pustili prve satirične liste. 
Obstaja tudi različica, ki bi rada povezala ime kipa z imenom glavne osebe Boccaccijeve zgodbe Simona in Paskvin Pasquinom, ki je umrl zaradi zastrupitve z žajbljevim listom, zeliščem torej, ki je znano po svojih zdravilnih lastnostih - za njim pa iz istega vzroka še njegova ljubica Simona; ne vedoča, da je na njem pustila svoje smrdljive izdihe krastača, ki je bila - po takratni ljudski vraževerni miselnosti - strupena.
Ta primera naj bi se nanašala na označevanje stvarnosti, ki so sicer same po sebi dobre, vendar lahko v napačni povezavi ali razlagi škodujejo. V tej zvezi je na primer papeška oblast - za katero tukaj gre - dobra; a le, če jo izvaja primerna oseba, v pravi oddaljenosti od "smrdljivih obrobnih krastač" in na pravi - jasno razumljivi način. To pomeni, da bi se moralo papeštvo - kljub svojemu najvišjemu položaju - izogibati samozadostnosti nad zaupano resnico in gospodovalnosti nad sodelavci; da ne bi smelo iskati priljubljenosti pri drhali za vsako ceno ter da bi moralo ne le z besedo, ampak zares usmiljeno služiti Božjemu ljudstvu; obenem bi morali oblastniki nasploh znati ponižno, brez užaljenosti, jeze ali maščevalnosti, poslušati podrejene in sprejemati tudi kritiko - pa četudi bi prišla od neuglednega Paskvina.

### Zgodba o jezikavem krojaču
Končno obstaja še najbolj znana, bolj zapletena in bolj podrobna različica, ki je vzeta iz Castelvetrovega (1505–1571) dela Ragioni d'alcune cose; zvedel jo je od Ferarca Tibaldija (1462–1537), ki je večji del svojega življenja preživel v Rimu in tam tudi umrl; glasi se pa takole:
| La storia di un giovane sarto | Zgodba mladega krojača |
| --- | --- |
| Diceva adunque che fu in Roma, essendo egli giovinetto, un sartore assai valente di suo mestiere chiamato per nome 'maestro Pasquino', il quale teneva bottega in Parione, nella quale egli e i suoi garzoni, che molti n'aveva, facendo vestimenti a buona parte de' corteggiani, parlavano liberamente e sicuramente in biasimo de' fatti del Papa e de' cardinali e degli altri prelati della Chiesa e de' signori della Corte; delle villane parole de' quali, siccome di persone basse e materiali, non era tenuto conto niuno né a loro data pena niuna o malavoglienza portata di ciò dalla gente; anzi, se avveniva che alcun, per nobiltà o per dottrina o per altro riguardevole, raccontasse cosa non ben fatta d'alcun maggiorente, per schivare l'odio di colui che si potesse riputare offeso dalle parole sue e potesse nuocergli, si faceva scudo della persona di maestro Pasquino e de' suoi garzoni nominandoli per autori di simile novella, in tanto che in processo di tempo passò in usanza comune e quasi in proverbio vulgare l'attribuire a maestro Pasquino ciò che accadeva nell'animo, a ciascuna maniera d'uomini, di palesare in infamia de' capi ecclesiastici e secolari della Corte. Ma poscia, morto lui, avvenne che, lastricandosi o mattonandosi la strada di Parione, una statua antica di marmo in parte tronca e spezzata, figurativa d'un gladiatore, la quale era mezza sotterrata nella via pubblica e col dorso serviva a camminanti per trapasso acciocché non si bruttassero i piedi nelle stagioni fangose, fu dirizzata in piedi per mezzo la bottega che fu di maestro Pasquino, perciocché, giacendo come faceva prima, rendeva il lastricamento o il mattonamento meno uguale e men bello; alla quale, essendosi dal popolo imposto il nome di colui che quivi vicino soleva dimorare e dinominandosi 'maestro Pasquino', gli avveduti corteggiani e cauti poeti di Roma, non si scostando dall'usanza, già invecchiata, di riprendere i difetti de' grandi uomini come divulgati da maestro Pasquino, a quella assegnarono e assegnano i sentimenti della lor mente quando vollero o vogliono significar quello che non si poteva o non si può, facendosene autori, raccontare o scrivere senza evidente pericolo, siccome avviene a chi ha ardimento di muover la lingua o la penna in disonore di coloro che possono e vogliono nuocer per cagioni ancora vie più leggiere... | Povedal je (torej Tibaldi), da je bil v Rimu v njegovih mladih letih zelo spreten krojač z imenom »mojster Paskvin« („Maestro Pasquino“). Trgovino je imel v Parionu, kjer je s svojimi številnimi vajenci šival oblačila za dober del dvorjanov. Odkrito in samozavestno je govoril, da ne odobrava dejanj papeža, kardinalov, drugih cerkvenih prelatov in dvornih gospodov; pravil je, da so bili nizkotni in lakomni ljudje. Če je kaj takega povedal o njih kak človek nizkega rodu, tega niso upoštevali, ga niso kaznovali in do njega niso čutili nobene zamere. Če se je potem dogodilo, da je kaj tako neumnega o kakšnem dostojanstveniku povedal kak človek, ki je pripadal plemstvu, izobraženstvu ali pa je imel kak drug pomemben položaj, se je - da bi se izognil sovraštvu nekoga, ki bi se lahko užalil zaradi njegovih besed in bi mu lahko škodoval, - zaščitil z osebo Mojstra Paskvina in njegovih služabnikov ter jih imenoval za avtorje takšne zgodbe. Na ta način je sčasoma nastal običajen in skoraj vsakdanji ljudski pregovor, da so Mojstru Paskvinu pripisovali prav vse, kar se je pletlo v glavi kakega drugega človeka, da bi razkril sramoto cerkvenih in posvetnih dvorjanikov. Pozneje, po njegovi smrti, pa se je zgodilo, da so med tlakovanjem ali zidanjem ceste v Parionu sredi trgovine, ki je pripadala mojstru Paskvinu, postavili starodavni marmorni kip, delno okrnjen in polomljen, ki je predstavljal rokoborca (gladijatorja). Kip je bil napol zakopan v javni ulici in je s hrbtom služil kot stopnica za pešce, da bi si v blatnih časovnih obdobjih ne umazali nog. Kip so postavili pokonci, saj ga je tlakovanje ali zidanje s tem, ko se je polagoma ulegalo, naredilo manj enakomernega in manj lepega. Prebrisani ljudje so temu kipu vsilili ime tistega, ki je nekoč živel v bližini in se je imenoval "mojster Paskvin"; premeteni rimski dvorjani in previdni pesniki so tudi sedaj, ne da bi odstopali od sčasoma že utrjene navade grajanja pomanjkljivosti velmož, kot jih je razkrival mojster Paskvin, pripisovali in pripisujejo čustva svojega uma, ko so želeli ali hočejo označiti tisto, česar ni moglo ali ne more biti, in se tako ne bi hoteli sami postavljati za avtorje. Oni to pripovedujejo ali pišejo brez očitne nevarnosti, v katero se postavljajo tisti, ki si upajo stegniti jezik ali pero v nečast onih, ki lahko in hočejo škodovati iz še bolj nepomembnih razlogov ... |

"Tak je bil torej" - je povedal Tibaldi -, "začetek Mojstra Paskvina" in takšna sta bila oziroma bi naj bila predmet in oblika njegovih razmišljanj.

## Film in književnost

### Nell'anno del Signore[35]
Film iz leta 1969, ki ga je napisal in režiral Luigi Magni, je ohlapno zasnovan na resničnem dogodku: usmrtitvi dveh karbonarjev v - po Napoleonovih vojnah obnovljeni - Papeški državi oziroma v njenem takratnem glavnem mestu Rimu med potekom svetega leta 1825.
V tem filmu ima Paskvin - ki ga igra Nino Manfredi - odločilno pomembnejšo vlogo kot sicer v drugih podobnih Magnijevih filmih: napisi-paskvinate ne le da ostro obsojajo razne napake, ampak vabijo k usmiljenju, odpuščanju in svetoletni spravi ne le ljudstvo, ampak tudi papeža Leona XII., ki z železno roko komaj ohranja krhki javni red in mir. Po pričakovanju svobodomiselni Magni spregleda papeževo uspešno razorožitev razbojnikov in druge uspehe, ki jih je pomenilo njegovo vladanje in uspešno vodenje državnih poslov. Na Rimskih govorečih kipih – zlasti pa na Paskvinu – se prek noči nenehno obnavljajo posmehljivi in kritični zapisi o papežu in vladi; obenem pa potekajo tajni sestanki svobodomiselne in levičarske karbonarije, ki poziva k ljudski vstaji. 
Napeta domišljija se tukaj meša z zgodovino in ju je težko ločiti; rimska drhal na koncu hoče vdreti v rimski zapor Angelski grad, kjer sta zaprta zarotnika-karbonarja: ne da bi ju osvobodila, ampak da bi pospešila njuno usmrtitev – kar tudi doseže.
To je prvi film idealno zasnovane trilogije rimskega filmskega ustvarjalca Magnija, ki se nadaljuje s filmoma In nome del papa re (=V imenu papeža kralja - 1977) in In nome del popolo sovrano (=V imenu vladajočega ljudstva - 1990); rdeča nit je odnos med rimskim ljudstvom in aristokracijo ter papeško oblastjo v zvezi z burnimi dogodki obdobja po Napoleonovih vojnah, ko je bila obnovljena tudi Papeška država; zlasti pa v obdobju takoimenovanega Risorgimenta v prevratniškem gibanju za Združitev Italije, ki se je končalo z uničenjem Papeške države 1870.

### In nome del Papa Re[39]
Film je napisal in režiral 1977 prav tako Luigi Magni, ki je igral v njem tudi vlogo Paskvina. Precej samovoljno predelan po resničnem zgodovinskem dogodku spet opisuje usmrtitev dveh karbonarjev v Papeški državi, ki sta v dinamitnem napadu na vojašnico Serristori v bližini Vatikana povzročila smrt 25 mladih papeških vojakov-Francozov med Združitvijo Italije.
Zgodba temelji na Sanvittorijevi knjigi Skrivnosti Montijevega in Tognettijevega postopka, ki z romantično zgodbo, popestreno z bujno domišljijo, predstavi gledalcu zadnjo tako obsodbo z izvršeno smrtno kaznijo v Papeški državi z dne 22. oktobra 1867. Magniju kritiki očitajo, da se ni ravno držal zgodovinskih dejstev in da je zaradi svoje svobodomiselnosti v filmu še zaostril nestrinjanje z papeško svetno oblastjo, česar on niti ne zanika. Tako obravnavanje nekateri smatrajo za anahronizem. V zvezi s tem omenimo, da že zgodovinar Gregoroviuspriporoča, da moramo vsako dobo presojati z njenimi, ne pa z današnjimi merili - s tkim. danes splošno sprejetim Sitz im Lebnom ter s preučevanjem prvotnih virov..

#### L'ultimo papa re[46]
Pri filmu In nome del Papa Re se je navdihovala televizijska nadaljevanka L'ultimo papa re (Zadnji papež kralj), ki so jo predvajali na italijanski TV-mreži Rai 1 8. in 9. aprila 2013.

### La notte di Pasquino[47]
To je film, ki ga je 2002 kot svoje zadnje delo napisal in režiral Luigi Magni.
Glavno vlogo, ki pripada tokrat nesporno Paskvinu, igra zopet Nino Manfredi.
Opisuje dramatične dogodke ob prodoru skozi s topovi poškodovano obzidje pri Porta Pia dne 20. septembra 1870, ko so vstajniki uničili Papeško državo in razglasili Rim za glavno mesto Kraljevine Italije. Ta dan so odtlej v Kraljevini Italiji slavili kot državni praznik vse do ureditve odnosov z Vatikanom prek Lateranskih sporazumov 1929.
Film se dogaja v noči obstreljevanja cerkvenega obzidja okrog obrambnih vrat pred Vatikanom "Porta Pia". Tiste noči iz geta izgine hebrejski novorojenček. Oče ga hiti iskat in tako ponoči naleti na v Paskvina preoblečenega kardinala, ki želi potom pisanja preplah vzbujajočih paskvinat papeža Pija IX. opozoriti na resnost trenutka. Sedaj, ko so odšle še francoska krdela, je Papeška država ostala brez obrambe in prepuščena na milost in nemilost vstajnikom; kot edina možnost je pravzaprav ostala le še izobešanje bele zastave, kar se je naslednjega dne - da bi ne bilo še več nepotrebnih žrtev na obeh straneh - tudi res zgodilo.

#### TV-nadaljevankaLa notte di Pasquino
Po filmu narejeno istoimeno TV-nadaljevanko je naslednje leto – 2003 – predvajal režiser istoimenega filma Luigi Magni.